# Lycopodium japonicum
Lycopodium japonicum är en lummerväxtart som beskrevs av Carl Peter Thunberg och Johan Andreas Murray. Lycopodium japonicum ingår i släktet lumrar, och familjen lummerväxter. Inga underarter finns listade i Catalogue of Life.